# ARIS MashZone
ARIS MashZone ist eine Freeware zur Erstellung von flexiblen und interaktiven Management Dashboards (Mashups). Das Tool ermöglicht den Import von Daten aus internen Datenquellen wie CRM-Systemen, ERP-Berichten oder Data Warehouses, externen Daten aus Webservices sowie einfachen Excel-Tabellen. Die Software wurde von IDS Scheer/Software AG entwickelt.

## Geschichte
ARIS MashZone wurde erstmals im Februar 2009 in einer Presseinformation der IDS Scheer AG erwähnt. Die erste Veröffentlichung geschah am 22. September 2009 in Form eines geschlossenen Beta-Test in der ARIS Community. Das offizielle Release folgte am 18. Januar 2010. Am 31. März 2010 wurde der erste Service Patch veröffentlicht. Neuerungen gegenüber der ersten Version umfassten dynamische Datenquellen-Parameter, Real-Time Dashboards, Kreuztabellen und dynamische URLs. Mitte Juni 2010 gab USU Software eine Kooperation mit IDS Scheer bekannt, in deren Rahmen USU als Vertriebspartner von ARIS MashZone auftritt.
2016 wurde MashZone durch MashZone NextGen ersetzt, welches nicht auf der bisherigen Software aufbaute, sondern auf „Presto“, welches im Rahmen der Übernahme von JackBe an die Software AG fiel.

## Funktionalitäten

### Übersicht
Die Applikation besteht aus dem Home Screen, einem virtuellen Composer und einem Feed Editor. Der Home Screen bietet einen Überblick über die vorhandenen Mashups. Im Visual Composer kann man Mashups erstellen und bearbeiten. Im Feed Editor können Datenquellen für die Mashups verwaltet werden.

### Unterstützte Datenquellen
Jede geeignete Datei kann über ein Dateiverwaltungssystem oder eine URL importiert werden. Die folgenden Datenformate werden durch ARIS MashZone unterstützt:
- MS Excel
- RSS
- CSV
- ARIS Process Performance Manager
- XML

### Komponenten von ARIS MashZone

#### Home screen
Auf dem Homescreen können eigene und fremde Mashups eingesehen, durchsucht und bewertet werden. Die Mashups können zur besseren Durchsuchbarkeit auch getaggt werden.

#### Visual composer
Der Visual Composer ist ein WYSIWYG-Editor zur Erstellung von Mashup Dashboards. Daten können mit einer Vielzahl an Tabellen, Diagrammen und Eingabefeldern visualisiert werden. Jede Komponente kann hinsichtlich Erscheinungsbild und Verhalten angepasst werden. Ebenso können Komponenten zu „Datenfeeds“ verknüpft werden, welche im Dashboard selbst visualisiert werden.

#### Feed Editor
Der Feededitor ermöglicht die visuellen Komponenten mit Datenquellen zu verbinden. Eine Hierarchiestruktur beschreibt, welche Daten aus den verschiedenen Quellen geschöpft, wie sie be- und verarbeitet werden können und wie sie dargestellt werden sollen. Die Ausgabe jedes Datenfeeds wird tabellarisch präsentiert.

## Technologie
ARIS MashZone ist eine Client/Server-Applikation. Diese besteht aus einer auf Java basierenden Webapplikation und einem auf Flash basierenden User Interface – einer Rich Internet Application. Die Zielgruppe sind Geschäftskunden, welche an selbst zu bedienenden Business Intelligence Lösungen interessiert sind. Jeder Flash-fähige Browser kann genutzt werden, um die Benutzeroberfläche anzuzeigen. Obwohl die Applikation kostenlos ist, wird ein Lizenz-Schlüssel benötigt, um den Datenfeed-Editor oder Visual Composer zu öffnen. Dieser Schlüssel wird bei Registrierung in der „ARIS Community“ vergeben.